# مج (رسانه)

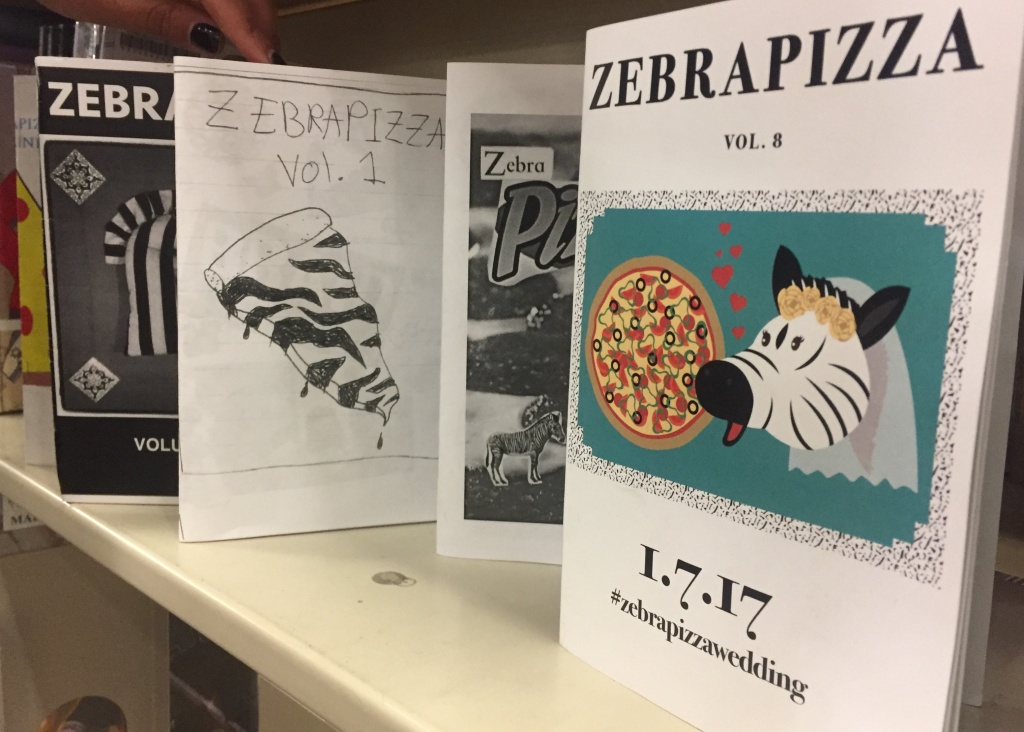
گورخر پیتزا در کتابخانه عمومی لس آنجلس

«مج» (Zine) برگرفته از کلمهٔ «مجله» است؛ که از قصد کوتاه شده‌است تا نشانگر اخلاقِ «به دست خود بساز» هم در تولید و هم در محتوای این نشریه‌ها باشد. شکل مج، چیزی میان یک نامه شخصی و یک مجله است. مج‌ها که با یک دستگاه کپی معمولی تکثیر می‌شوند و از گوشه یا پهلو به هم متصل می‌شوند، یا از وسط تا می‌شوند تا به صورت یک پوشه درآیند، معمولاً ده تا چهل صفحه دارند.
مج‌ها غالباً صدای افراد و گروه‌هایی را به گوش می‌رسانند که به مجراهای رسانه‌های اصلی دسترسی ندارند؛ اما می‌خواهند دیدگاه و عقاید خود را دربارهٔ موضوع معینی بیان کنند. خصلت عمل‌گرا و غالباً ضد هژمونیک مج‌ها شاید بهتر از هرجا در فرهنگ جوانان مشاهده می‌شود.
این نشریه‌ها به‌طور کلی بسیار کم‌هزینه‌اند و تولیدات دست‌ساختهای هستند که یک فرد یا گروه کوچک بدون دریافت دستمزد آنها را چاپ می‌کند. آنها غالباً ضد هژمونی رسانه‌ای عمل می‌کنند.